# Heike Fischer
Heike Fischer (Demmin, 7 settembre 1982) è una tuffatrice tedesca. Ha vinto la medaglia di bronzo ai Giochi olimpici di Pechino 2008 nel concorso dalla trampolino metri sincro, gareggiando in coppia con Ditte Kotzian.

## Palmarès
- Giochi olimpici

Pechino 2008: bronzo nel  trampolino 3 m sincro.
- Campionati mondiali di nuoto

Montréal 2005: bronzo nel trampolino 3 m. sincro;
Melbourne 2007: argento nel trampolino 3 m. sincro;
- Europei

Helsinki 2000: argento nel trampolino 1 m.;
Berlino 2002: oro nel trampolino 1 m.;
Madrid 2004: oro nel trampolino 1 m.;
Budapest 2006: argento nel trampolino 3 m. sincro;
Eindhoven 2008: argento nel trampolino 3 m. sincro;